# Gregorio Alessandri
Gregorio Alessandri (Fiesole, 20 febbraio 1728 – Cortona, 15 aprile 1802) è stato un vescovo cattolico italiano.
Di origini livornesi, fu vescovo di Sovana dal 1773 al 1776 e vescovo di Cortona dal 1776 al 1802.

## Genealogia episcopale
La genealogia episcopale è:
- Cardinale Scipione Rebiba
- Cardinale Giulio Antonio Santori
- Cardinale Girolamo Bernerio, O.P.
- Arcivescovo Galeazzo Sanvitale
- Cardinale Ludovico Ludovisi
- Cardinale Luigi Caetani
- Cardinale Ulderico Carpegna
- Cardinale Paluzzo Paluzzi Altieri degli Albertoni
- Cardinale Gaspare Carpegna
- Cardinale Fabrizio Paolucci
- Cardinale Francesco Barberini
- Cardinale Annibale Albani
- Cardinale Federico Marcello Lante Montefeltro della Rovere
- Cardinale Lazzaro Opizio Pallavicini
- Vescovo Gregorio Alessandri